# ランボルギーニ・シアン FKP 37
ランボルギーニ・シアン FKP 37（Lamborghini SIÁN FKP 37 ）は、イタリアの自動車メーカー、ランボルギーニが製造した初のハイブリッドの限定スーパーカー、ハイパーカーである。

## 概要
2019年9月3日にオンラインで発表され、9月10日にフランクフルトモーターショーでエレクトリックゴールド色の固体（#00/63）が正式に公開された。デザインはウラカン、アヴェンタドール、ウルス、テルツォミッレニオ等を担当したランボルギーニスタイルセンターのディレクター、ミィティア・ボルケルト(Mitja Borkert)による。

## 車名の由来
ランボルギーニが製造した初のハイブリッドカーである事を強調するために、ボロニェーゼ地方の方言で稲妻の閃光を意味するスラングのSIÁNと名付けられた。FKP 37の呼称はフランクフルトモーターショーで追加発表され、2019年8月25日に亡くなったフォルクスワーゲングループのフェルディナント・カール・ピエヒ会長のイニシャルで、37は同氏の出生年の1937年を意味し、経営危機に陥っていたランボルギーニを1999年にアウディが買収し、救ってくれた事への感謝の意味が込められている。約1年後にロードスターが追加販売されたため、クーペモデルを特定する名称とも言える。

## 仕様と性能
基本的な設計はアヴェンタドールをベースとしており、モノコックについてはほぼ同じ。ただし、リアフレームとフロントフレームはアヴェンタドールとは異なる。
ミッドシップにマウントされるエンジンはアヴェンタドールSVJと共通だが、電気モーターとの組み合わせで最高出力はSVJから25kW増となる602kWを発生し、当時のランボルギーニのモデルの中では最も高出力なユニットとなっていた。エンジン自体にも改良が加えられ、チタン製の吸気バルブや新しいエキゾーストシステムの採用、ECUのリマップなどが行われている。トランスミッションは7速セミATで、駆動方式は四輪駆動。
電気モーターの電力は、従来のリチウムイオン電池ではなく、2017年に発表されたコンセプトカー・テルツォ ミッレニオ（TerzoMillennio）で、マサチューセッツ工科大学と開発したスーパーキャパシタ（電気二重層コンデンサ）に蓄えられる。重量配分の改善のため、スーパーキャパシタは電気モーターと共にギアボックスに収められている。アヴェンタドールのスターターモーターを進化させたスーパーキャパシタは、同じ重量の従来のリチウムイオン電池の3倍の電力、ベースとなったユニットの10倍の電力を蓄えることができる。
回生ブレーキシステムは、スーパーキャパシタを再充電し、電気モーターは減速の影響に対抗し、最大130 km/hの速度でドライバーにパワーブーストを提供する。モーターは、駐車や後進などの低速操作をサポートし、ドライブモードの選択によってシフト特性が変化する7速ISR（インディペンデント・シフト・ロッド）トランスミッションの、シフトチェンジ時のブーストとして作動し、大電流をレスポンスよく放出できる、スーパーキャパシタの特性を活かしたセッティングになっている。走行性能は、2.8秒で0km/hから100km/hに加速し、355km/hの電子的に制限された最高速度を達成する。

## スタイリング

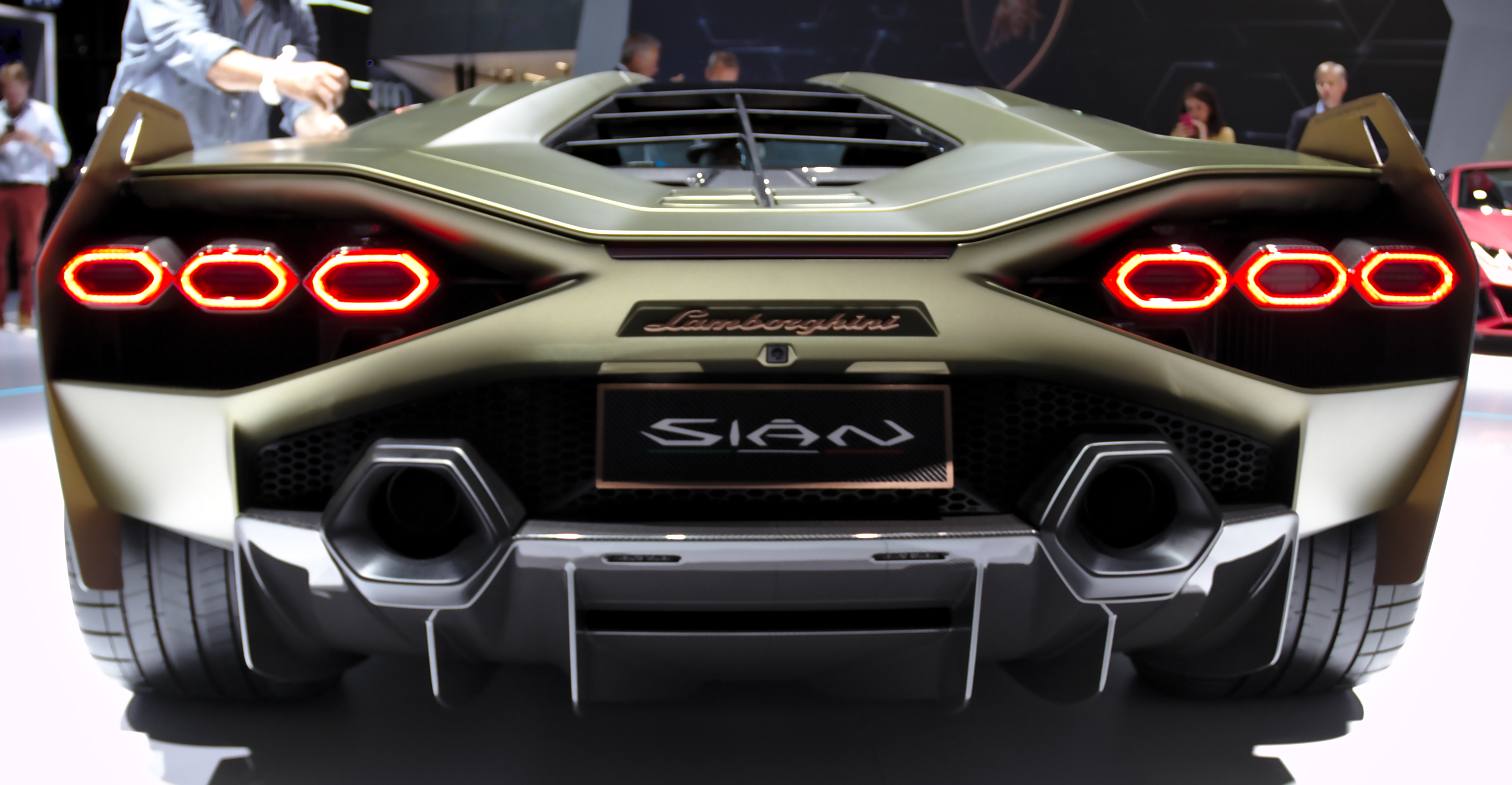
ベーンもウイングも閉じた状態

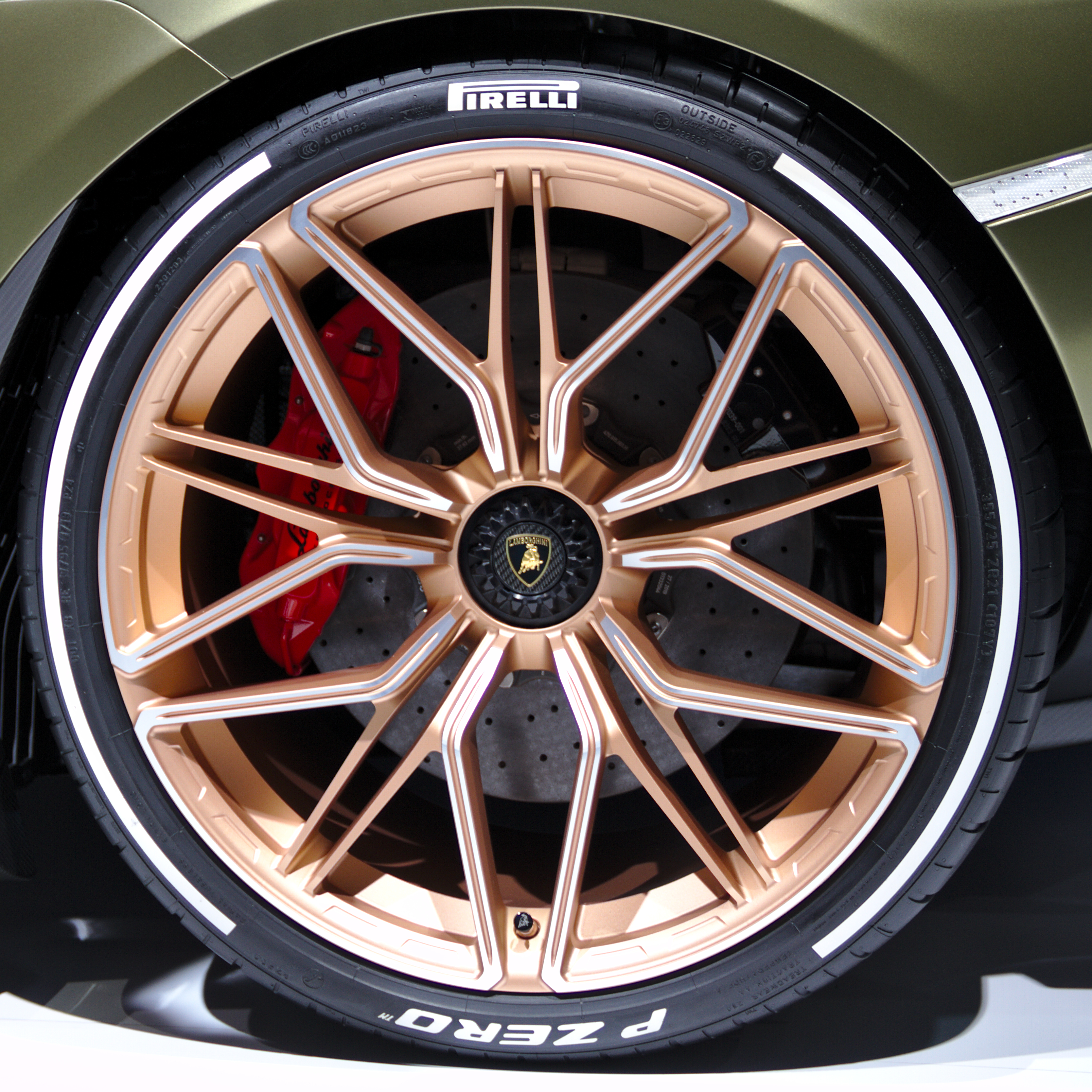
センターロック方式のコフィンスポークホイールとピレリ P ZERO CORSA

エクステリアデザインは、1971年発表の縦置きミッドシップの始祖カウンタックのデザインがフロントトランク、ルーフ、テールライト等に取り入れられ、Y字型のデイタイムランニングヘッドライトは、テルツォ ミッレニオのディティールから引用された12気筒モデル初のLED式である。ダウンフォースは、サイドエアインテークと大型のカーボンファイバーフロントスプリッターによって発揮される。フロントトランクはヘルメット一個程の小さい容量で、フロントウィンドウの形状等はアヴェンタドールと共通。エレクトロクロミックルーフはランボルギーニのクーペ初のガラスルーフで、カウンタックLP400のようなペリスコープ（Periscopio）状の凹みにはフォトクロミック素材製でスイッチを起動すると濃度調整可能な透明になり、後部リアエンジンフードに繋がるデザイン処理が成された。リアエンジンフードは着脱式で着脱には4人の人手が必要。ボディ後方上面はアクティブリアウィングとして車内から任意で展開操作が可能で、翼端のカーボン製ウィングレットには、ランボルギーニ社の設立年1963年にちなみ、「63」の数字がエンボス加工で表現されている。
リアカウル後方の4個のアクティブクーリングベーンは、熱に反応する自動車特許取得済み形状記憶素材（ランボルギーニスマートマテリアルシステム。Lamborghini Smart Material System・LSMS）が採用され、エグゾーストシステムが特定の温度に達するとリアカウルのベーンが開き、パワーロスを最小限に食い止める。形状記憶素材は電気的に繋がっていないため軽量化に貢献している。
ベルトーネのランチア・ストラトスのようなコフィン（棺桶）スポークホイール（coffin spoke wheels）はアヴェンタドール以来の前後異径20/21インチサイズでセンターロック方式となっている。ボディサイズはアヴェンタドールSより全長183mm、全幅71mm、それぞれ大きくなっている。
外装内装はフルオーダーで、限定生産された63台に同じ仕様の車両は一台も無い。

## 内装
内装はアヴェンタドールに基づいているが、オーダーした車両そのものが表示される垂直タッチスクリーンディスプレイはウラカンエボでの実績から採用された。新デザインのエアベント（Air conditioner outlet）は、3Dプリンターで作成されたパーツが初めて内装に使用され、オーナーのイニシャルを入れる事が可能である。カーボンとアルカンターラスエードが多用され、ランボルギーニ社のパーソナライゼーションプログラムにより、どこの箇所でもアルカンターラを選ぶことが可能である。外装エレクトリックゴールド色の#00/63は天井裏までグレーのアルカンターラスエードにサンターガタ・ボロニェーゼの飴色のアニリンレザーの配色。革張りはイタリアの家具会社ポルトローナ・フラウ（Poltrona Frau）によって行われた。

## SIÁN ロードスター
2020年7月10日、ランボルギーニはコンバーチブルロードスターバージョンのSIÁN Roadsterのウラヌスブルーと呼ばれる新色の個体（#00/19）をイタリアのランボルギーニミュージアムで発表した。この車は19台が限定生産され、機械的にはクーペと同じエンジンとスーパーキャパシタハイブリッドシステムを保持する。後部には、3Dプリンターで作成されたカーボンファイバー製の通気孔があり、購入者はイニシャルを追加することができた。

## 生産
SIÁNの生産は、ランボルギーニのAdPersonam部門が製造を担当し、ランボルギーニ社の設立年1963年にちなみ63台のFKP 37（クーペ）と19台のロードスターが生産された。